# Кредитний договір
Креди́тний до́гові́р — цивільно-правовий документ, який визначає взаємні юридичні права і зобов'язання та економічну відповідальність між фінансовою установою (комерційним банком, кредитні спілки тощо) і клієнтом (позичальником) з отримання останнім фінансових ресурсів для використання на свій розсуд. Суть кредитного договору закінчується з часу зарахування кредитною установою фінансових ресурсів на позичковий рахунок позичальника. всі інші операції які здійснює банк не відносяться до кредитної угоди так як мають іншу правову природу (перерахування коштів на інші рахунки, касу, купівля валюти і т п.).
У теорії цивільного права кредитний договір кваліфікується як двосторонній, оплатний та консенсуальний.  
Головна вимога до змісту кредитного договору полягає у тому, щоб він містив у собі такі юридичні норми, які б дозволили регулювати весь комплекс взаємовідносин фінансової установи з клієнтом (позичальником).
Кредитні договори укладаються в письмовій формі і не можуть змінюватися в односторонньому порядку без згоди сторін. Стороною за кредитним договором є банк, а не кредитне управління (відділ) банку або інший його структурний підрозділ. У разі порушення цієї умови договір, укладений структурною одиницею банку від свого імені, може бути визнаний недійсним. Зміни в договір вносяться за погодженням обох сторін. Кредитний договір має бути підписаний повноважними особами сторін, які його укладають. Спірні питання щодо виконання договору у разі недосягнення згоди між сторонами розглядаються судом.
За своєю структурою кредитний договір має включати такі складові:
- преамбулу, в якій зазначаються найменування сторін та їх організаційно-правова форма;
- предмет і суму договору; (уточнюється мета кредиту, його сума, строк надання позики, величина річних відсотків; указується номер і дата договору);
- номер позичкового рахунку на який зарахуються позичкові кошти.
- умови забезпечення кредиту вказується конкретно: договір застави, договір поруки (гарантія), цінні папери або інші документи; зазначається, що кредит, наданий банком, забезпечується всім належним позичальникові майном і коштами);
- порядок надання і погашення позики (розкривається конкретний механізм видачі і погашення позики із зазначенням терміну);
- зобов'язання банку і позичальника (банк зобов'язується відкрити позичальникові певний (вказується номер) позичковий рахунок для видачі кредиту; позичальник зобов'язується використати кредит на зазначені у договорі цілі та забезпечити повернення одержаного кредиту і сплату нарахованих відсотків зі свого поточного рахунку у встановлені строки відповідно до строкових зобов'язань;
- права банку і позичальника (банк має право у разі недотримання позичальником умов договору розірвати його і достроково стягнути кредит зі сплатою штрафу — вказується розмір штрафу у відсотках до суми позички позичальник має право достроково розірвати договір, повністю повернувши одержаний кредит, включаючи відсотки за його користування, попередньо повідомивши про це банк);
- санкції у разі невиконання умов договору;
- порядок розгляду спірних питань (вони вирішуються згідно з чинним законодавством в арбітражному порядку);
- особливі умови (наприклад порядок внесення змін у договір; зміни у договорі оформляються додатковою угодою сторін);
- строк дії договору (строк дії кредитного договору встановлюється з дня надання кредиту і до повного погашення позики та відсотків за нею);
- юридичні адреси та реквізити сторін;
- підписи сторін.